# ألاستور مودي
ألاستور مودي (بالإنجليزية: Alastor Moody) أو ((مودي ذو العين المجنونة)) شخصية خيالية في سلسلة هاري بوتر للمؤلفة البريطانية جيه كيه رولينغ وهو ساحر قدير من أصدقاء ألباس دمبلدور وله عينا سحرية تدور في محجرها بجنون طوال الوقت، وترى أمامه وخلفه وتخترق الجدران لترى ما خلفها، والأشياء التي لا تراها العين العادية. ظهر في الجزء الرابع من سلسلة هاري بوتر كمدرس لمادة الدفاع عن النفس ضد السحر الأسود في مدرسة هوغوورتس ولكنه لم يكن هو بالضبط فقد قام بارتي كراوتش الإبن وهو تابع مخلص للفولدمورت بانتحال شخصية ألاستور مودي، وقد ساعد هاري بوتر للفوز بمسابقة السحرة الثلاثية لكي يصل إلى المقابر بعدما قام بسحر كأس الفوز وهناك يشهد عودة فولدمورت.
أفضل كشاف حصلت عليه وزارة السحر على الإطلاق. صديق دمبلدور وآل ويزلي. مصاب بجنون الارتياب بعض الشيء، لكن ليس بدون سبب.
ولقد ظهر أيضا في الجزء الخامس المسمى بهارى بوتر وجماعة العنقاء ظهورا بسيطا حيث ظهر في مشهدين أو ثلاثة..
ولقد قتل في أول الجزء السابع أثناء محاولة تهريب هاري من بيت خالته.